# Anthemis breviradiata
Anthemis breviradiata là một loài thực vật có hoa trong họ Cúc. Loài này được Eig mô tả khoa học đầu tiên năm 1938.